# Paa (film)
Pour plus de détails, voir Fiche technique et Distribution.
Paa (trad. : Papa) est un film indien sorti en 2009 réalisé par R. Balki avec Amitabh Bachchan, Abhishek Bachchan et Vidya Balan. Dans cette 9e collaboration d'Amitabh Bachchan avec son fils, les rôles sont inversés, en effet Abhishek interprète le père d'Amitabh, jeune garçon atteint de progeria, maladie entraînant un vieillissement accéléré.

## Synopsis
Auro est élevé par sa mère, celle-ci ayant été abandonnée dès l'annonce de sa grossesse par son petit ami qui ne voyait dans la paternité qu'un frein à sa carrière. Malgré la progeria, maladie qui le fait vivre dans le corps d'un sexagénaire alors qu'il n'a que 12 ans, Auro est un adolescent heureux, espiègle, intelligent et bien sur parfois impertinent. Il reçoit un prix qui lui est remis par un député, Amol Atre, avec lequel il noue une relation amicale. Cependant il découvre que l'homme politique est son père et, alors que sa santé se dégrade, il entreprend de réunir ses parents.

## Fiche technique
- Titre : Paa
- Réalisateur : R. Balki
- Scénario : R. Balki
- Musique : Ilaiyaraja
- Parolier : Swanand Kirkire (en)
- Chorégraphie : P.C. Sreeram
- Direction artistique : Sunil Babu
- Maquillage : Christein Tinsley et Dominie Till
- Photographie : P.C. Sreeram
- Montage : Anil Naidu
- Production : Sunil Manchanda (Amitabh Bachchan Corporation Limited (A.B.C.L.), Mad Entertainment, Reliance Big Pictures)
- Langue : hindi
- Pays d'origine : Inde
- Date de sortie : 4 décembre 2009
- Format : couleurs
- Genre : Comédie dramatique
- Durée : 133 minutes

## Distribution
- Amitabh Bachchan : Auro
- Abhishek Bachchan : Amol Atre, père d'Auro
- Vidya Balan : Vidya, mère d'Auro
- Paresh Rawal : Monsieur Atre
- Arundhati Naag : la mère de Vidya
- Jaya Bachchan : narratrice
- Pratik Katare : Vishnu

## Musique
La musique du film est composée par Ilaiyaraja sur des paroles de Swanand Kirkire (en).
| Chanson                | Chanteur/se      | Durée |
| ---------------------- | ---------------- | ----- |
| Gali Mudhi Ittefaq Se  | Shaan            | 2:57  |
| Gumm Summ Gumm         | R Bavatharini    | 4:4   |
| Halke Se Bole          |                  | 1:22  |
| Hichki Hichki          | Sunidhi Chauhan  | 4:22  |
| Mere Paa               | Amitabh Bachchan | 4:17  |
| Mudhi Mudhi Ittefaq Se | Shilpa Rao       | 2:4   |
| Paa Theme - Remix      | Instrumental     | 3:23  |
| Udhi Udhi Ittefaq Se   | Shilpa Rao       | 2:36  |

## Récompenses
Paa est apprécié tant par les critiques que par le public et récolte de nombreuses récompenses.
National Film Awards
- Meilleur film de fiction
- Meilleur acteur - Amitabh Bachchan
- Meilleure actrice dans un second rôle - Arundhati Nag
- Meilleur maquillage - Christein Tinsley et Dominie Till

Filmfare Awards 2010
- Meilleur acteur - Amitabh Bachchan
- Meilleure actrice - Vidya Balan

IIFA Awards 2010
- Meilleur acteur - Amitabh Bachchan
- Meilleure actrice - Vidya Balan
- Meilleur maquillage - Christien Tinsley, Domini Till

Star Screen Awards
- Meilleur acteur - Amitabh Bachchan
- Meilleure actrice - Vidya Balan
- Meilleur enfant acteur - Pratik Katare
- Meilleure actrice dans un second rôle - Arundathi Nag
- Meilleur couple - Amitabh Bacchan et Abhishek Bachchan

Stardust Awards
- Star masculine de l'année - Amitabh Bachchan
- Meilleur acteur dans un second rôle - Abhishek Bachchan